# Michiel de Ruyter

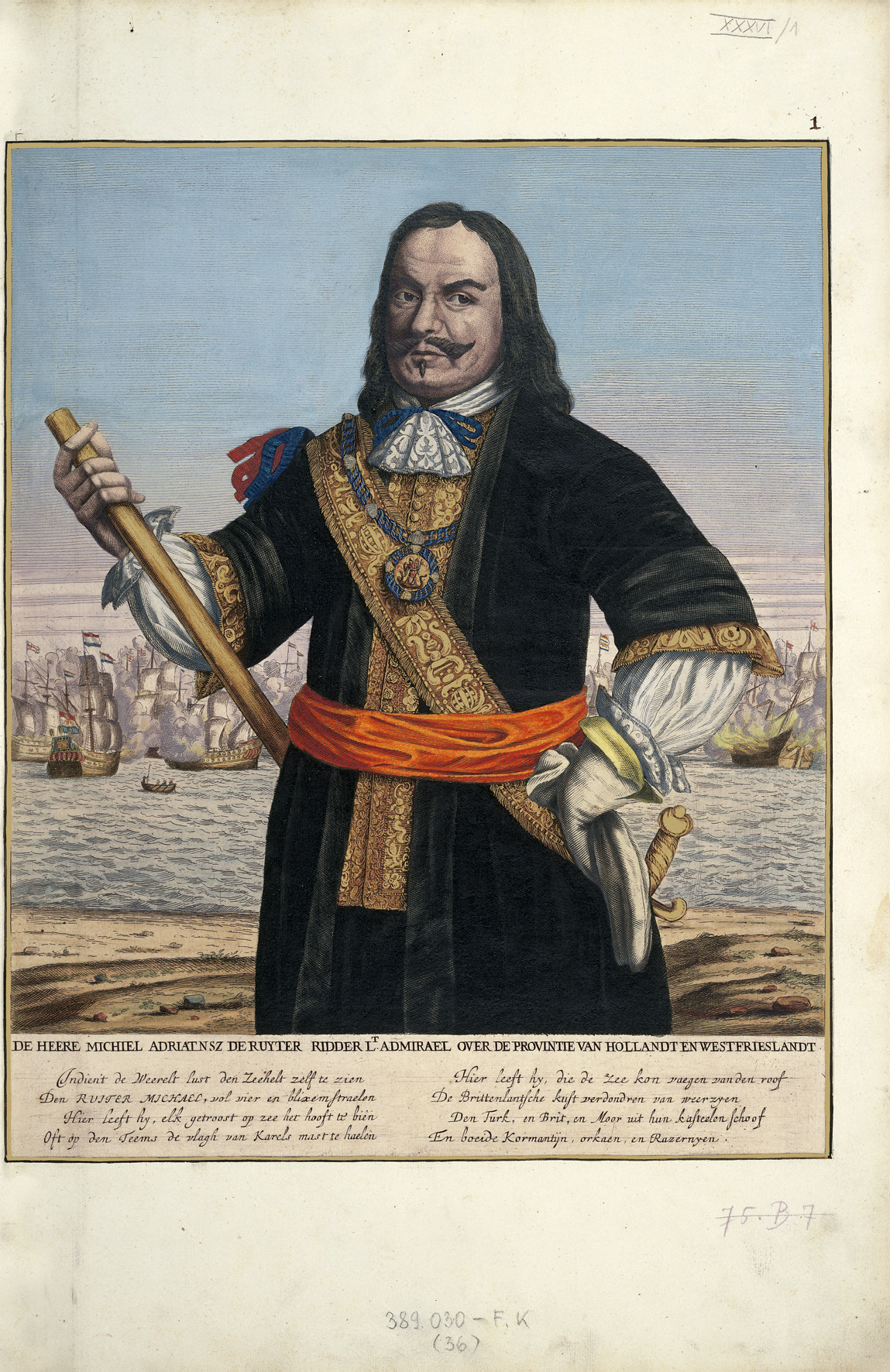
Michiel de Ruyter portréja (ismeretlen szerző:Atlas Blaeu van der Hem)

Michiel de Ruyter (Michiel Adriaenszoon de Ruyter; Vlissingen, 1607. március 24. – Siracusa, 1676. április 29.) holland tengernagy, nemzeti hős, a hadtörténet legnagyobb tengernagyainak egyike; Jack Sweeman: „Admirálisok” című, nemzetközileg is elismert könyvében a hadtörténelem kilenc legkiválóbb tengernagya közé sorolta. Egy rövid ideig a szárazföldi tüzérségnél szolgált. A flottánál vitorlamester-tanoncként kezdett, így járta végig a ranglétrát. Johan de Witt mellett a holland flotta újjászervezőjeként tartják számon; a flotta parancsnokává 1673-ban nevezték ki. Leghíresebb győzelmét a négynapos csatában az angolok ellen aratta. Számos esetben sikerekkel harcolt a franciák, az angolok és a svédek ellen; a magyar történelemben a protestáns prédikátorok kiszabadításával szerzett érdemeket.

## Életútja
Vlissingenben született Adriaen Michielszoon sörfuvarozó (korábban tengerész) és Aagje Jansdochter tizenegy gyermeke közül negyedikként. A helyi nagytemplomban még aznap Michiel Adriaenszoon névre keresztelték; a Ruyter nevet 1663-ban használta először anyai nagyapja után, aki ruiter, azaz lovaskatona volt a hadseregben. A "de" szócskát néhány évvel később biggyesztette elé.
Az élénk szellemű, vállalkozó kedvű gyerek annyira rosszul tanult, hogy el is küldték az iskolából. A kötélverő mesterséget sem sikerült kitanulnia – később ezt úgy fogalmazta meg, hogy egyedül a tengerész hivatásra volt alkalmas. Tengerész pályafutását 1618-ban (tizenegy évesen), mint vitorlamester-tanonc kezdte meg. A szárazföldön zabolátlan Michiel a hajón szorgalmas, engedelmes és tanulékony tengerésznek bizonyult, és viszonylag gyorsan másod-vitorlamester, majd első tiszt lett.
1622-ben önként jelentkezett tüzérnek a szárazföldi hadseregbe, és Bergen-op-Zoom partjainál harcolt a spanyolok ellen. Pár hónapos szolgálat után visszatért a tengerészethez, de a szárazföldön szerzett tapasztalatait később kiválóan kamatoztatta a hajótüzérségnél.
1623-tól 1631-ig a Lampsin fivérek vlissingeni székhelyű vállalkozásának dublini kirendeltségében dolgozott. Először 22 éves korában nevezték ki egy kereskedőhajó kapitányának. Egy ízben spanyol kalózok fogságába esett, de sikerült megszöknie, és Franciaországon át gyalog, koldulva tért haza. 1631-ben végleg hazatért, és feleségül vette Maayke Velderst. Házassága rövid életűnek bizonyult, mert hitvese még az év végén, gyermekágyi lázban elhunyt (Hickman).
Feleségének halála után elvállalta egy, a Jan Mayen-sziget vizein tevékenykedő bálnavadász („schipper”) hajóraj parancsnokhelyettesének posztját. Három, bálnavadászattal töltött év után másodszor is megnősült; ezúttal Neeltje Engelst, egy gazdag polgár lányát vette feleségül – három gyermekük érte meg a felnőttkort. Felszerelt egy saját hajót – a 400 tonnás Salamandert (Szalamandra), és azzal járta tovább a tengereket.

### A németalföldi szabadságharcban
1637-ben jó nevű tengerész volt; ekkor kapta első kapitányi megbízatását hadihajón (egy Dunkirkből tevékenykedő kalózhajón). Ezt a megbízatását is sikeresen látta el, ezért 1640-ben ellentengernaggyá nevezték ki. 1641-ben Zeeland tartomány admiralitása kibérelte a Salamandert, hogy egy kisebb, fölfegyverzett kereskedőhajókból összeállított hajórajt küldjön a spanyol uralom ellen fölkelni készülő portugálok megsegítésére. A raj parancsnokává de Ruytert tették; zászlóshajója a Haze volt.
A holland flotta parancsnokának második helyetteseként vett részt az 1641. november 4-én a Szent Vince-foknál (Portugália délnyugati csücskénél) vívott ütközetben, amelyben a Jan Gijssels admirális vezette hollandok legyőzték a spanyol ezüstflottát. Hollandia és Portugália hamarosan összekülönbözött a gyarmatok (főleg Brazília) megosztásán, és Hollandia visszahívta hajóit.

### Kereskedőként
Hadi tapasztalatait is felhasználva szerelte fel újra a Salamandert, hogy bekapcsolódjon az anyaországot Marokkóval és Holland Nyugat-Indiával összekötő kereskedelembe. A gazdag kereskedővé avanzsált de Ruytert mélyen lesújtotta második feleségének hirtelen halála 1650-ben. Miután másodszor is megözvegyült, négy gyermekét egy ideig egyedül nevelte. 1652-re számottevő vagyont halmozott fel. Ekkor harmadszor is megnősült (harmadik felesége Anna van Gelder), és visszavonult a kereskedelmi életből. Kitört azonban az első angol–holland háború, és ezzel az akkor már 45 éves de Ruyter pályafutása hirtelen fordulatot vett.

### Az első angol–holland háborúban
De Ruytert mindjárt a angol–holland háború kezdetén felkérték, hogy legyen egy magánpénzekből felállított zeelandi hajóraj parancsnoka. Először visszautasította az ajánlatot, de hosszas rábeszélésre végül aláírta a szerződést – egyetlen útra…
Ekkor nevezték ki helyettes vezérhajó-kapitánynak, ami nem volt szokványos rendfokozat: a gyakorlatban ez azt jelentette, hogy Witte de With altengernagy hajórajában az admirális első helyettese lett (a flotta főparancsnoka a kor legnagyobbnak tartott admirálisa, Maarten Tromp volt). A hajóraj élén 1652. augusztus 26-án sikerrel védett meg egy áruszállító konvojt a plymouthi csatában.
Maarten Tromp alatt szolgálva vett részt 1652. október 8–9-én (A Julianus-naptár szerint szeptember 28–29-én) a döntő vereségnek tűnő Kentish Knock-i csatában, majd flotta utóvédjének parancsnokaként 1653 mindhárom nagy tengeri csatájában:
- februárban a nagyjából eldöntetlen eredményű portlandi csatában,
- a Gabbard-zátonyoknál június 12-13-án elszenvedett katasztrofális,
- majd augusztusban a scheveningeni újabb vereségben.

Mivel Tromp admirális Scheveningennél elesett, Johan de Witt altengernaggyá léptette elő de Ruytert, és felkínálta neki a flotta parancsnokságát. Ő nem fogadta el a megbízatást, mert attól tartott, hogy ezzel magára haragíthatja az idősebb tiszteket. Ehelyett az amszterdami admiralitás ellentengernagya lett nem sokkal azelőtt, hogy a háború 1654 májusában véget ért volna.

### Kisebb konfliktusokban
De Ruyter a háború után is a flottánál maradt. Több expedícióban vett részt Portugália ellen. 1655–1656-ban egy hajóraj élén a Földközi-tengeren védte a holland kereskedőhajókat az arab tengeri rablóktól. Zászlóshajója a Tijdverdrijf volt.
Nem sokkal azután, hogy visszaérkezett Amszterdamba, a Dánia megsegítésére, a svédek ellen küldött flottába osztották be. Ebben a háborúban Jacob van Wassenaer Obdam tengernagy helyetteseként vett részt 1656 júliusában a Danzig felmentésével végződött flottaműveletekben, és elfoglalta Nyborg városát Fyn szigetén. III. Frigyes dán király személyes barátja lett, és a király Dánia lovagjává ütötte.
A következő hét évben Portugália partjainál, illetve újra a Földközi-tengeren vett részt kisebb akciókban. 1664-ben Nyugat-Afrika partjai előtt megütközött a holland rabszolgakereskedő telepeket elfoglaló angolokkal, visszafoglalta Guineát, majd az észak-amerikai holland gyarmat megsegítésére indult.

### A második angol–holland háborúban

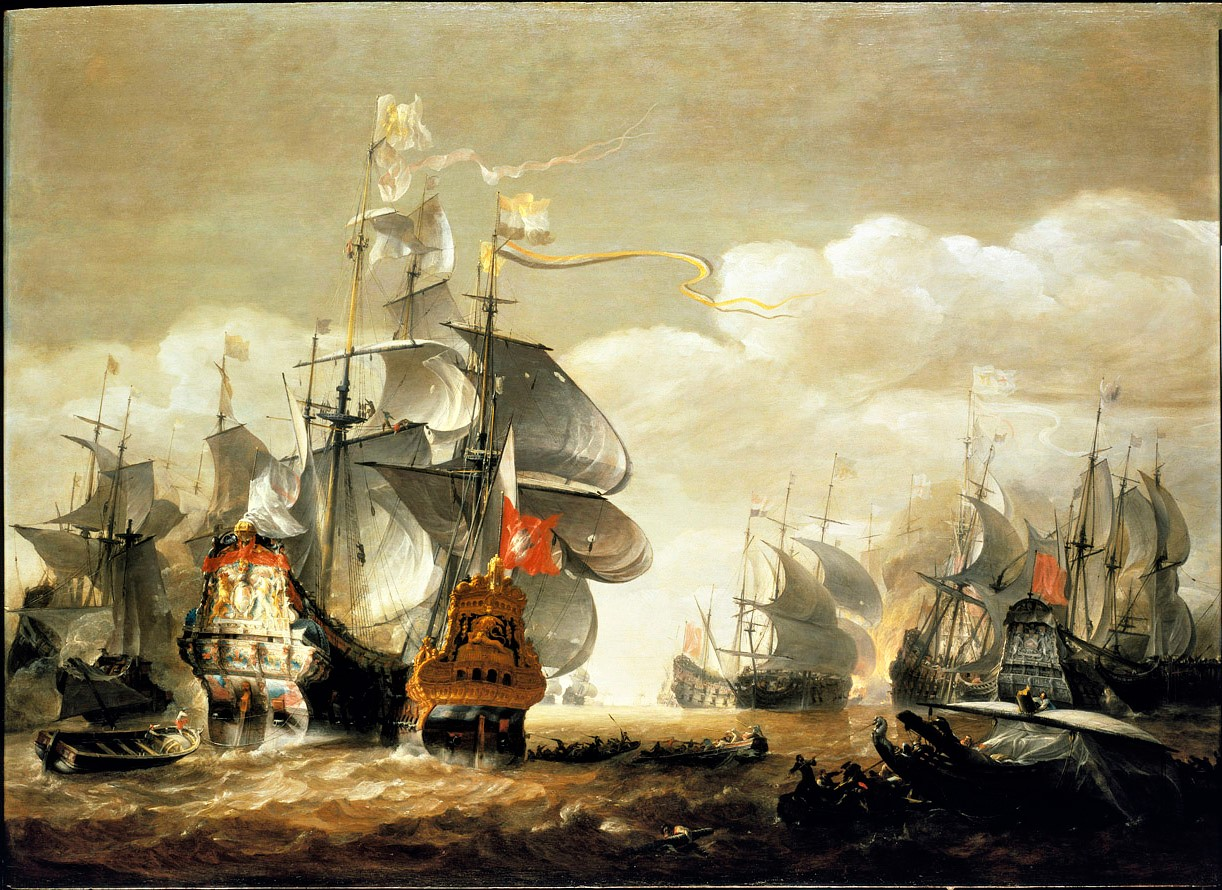
Hendrik van Minderhout (1665): A lowestofti csata

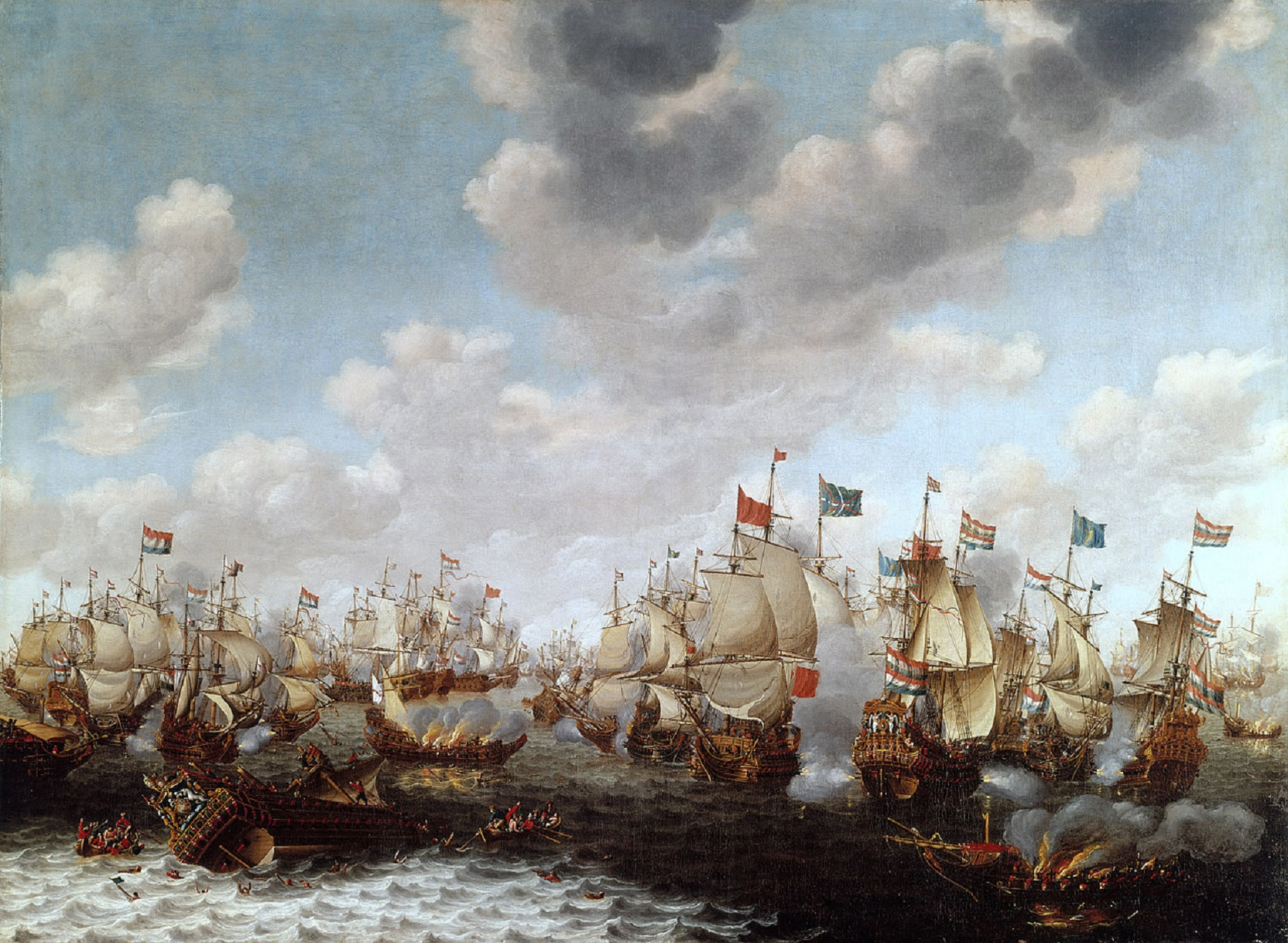
Pieter Cornelisz van Soest (1666): A négy napos csata

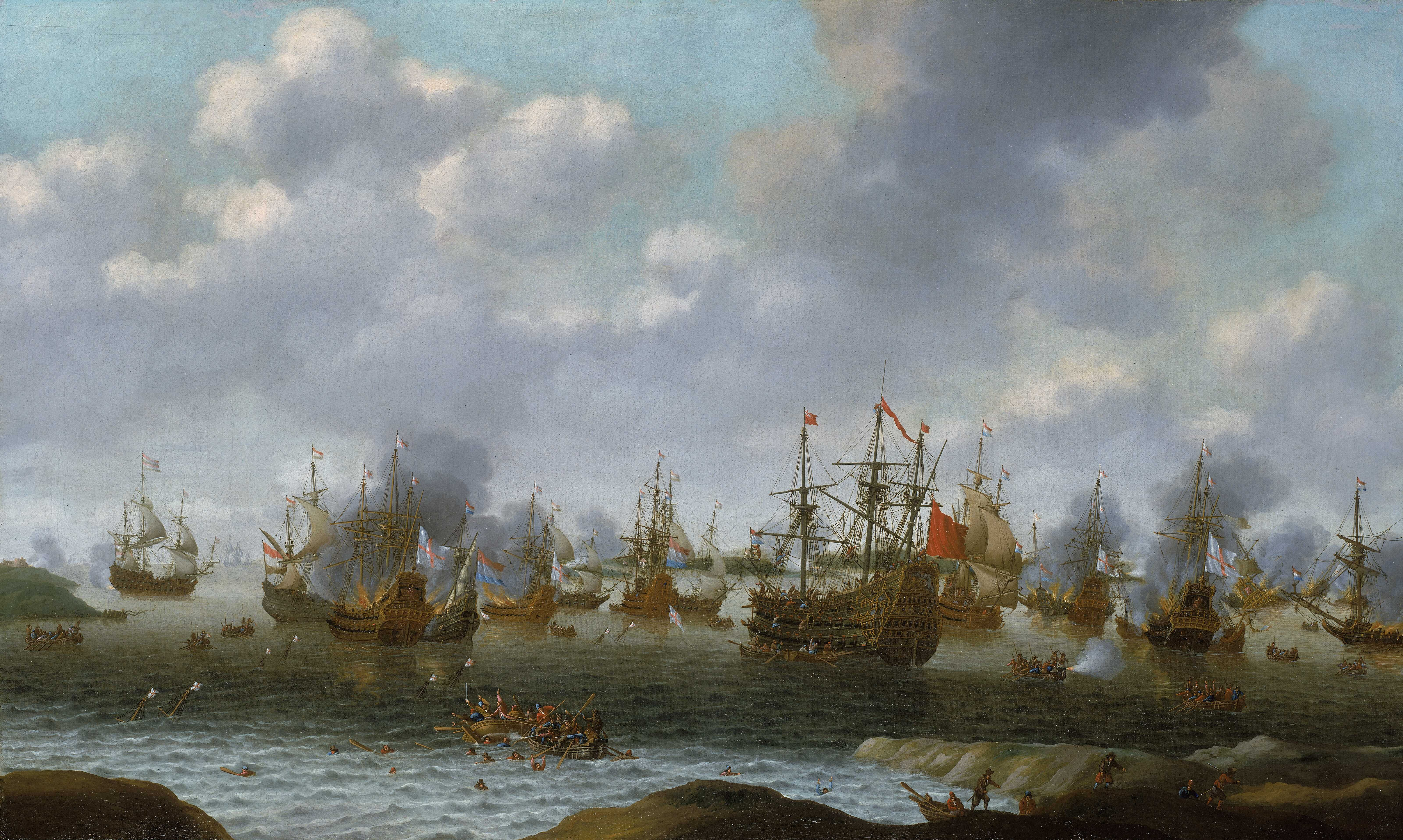
Pieter Cornelisz van Soest: A medwayi rajtaütés

Az Atlanti-óceánon hajózva tudta meg, hogy kitört a második angol–holland háború. Lerohanta Barbados szigetét, lerombolta a kikötőt és a hajóépítő műhelyt (Hickman). Ezután észak felé vette útját, és mielőtt visszatért volna az anyaország vizeire, kifosztotta Új-Fundlandot.
Időközben van Wassenaer tengernagy elesett a katasztrofális vereséggel zárult lowestofti csatában, és a hollandok afféle csodatévőként várták de Ruyter visszatértét.
Az Észak-Amerikába küldött flotta augusztus 6-án érkezett vissza, és a kikötőben ezrek gyűltek össze üdvözlésére. Johan de Witt ismét de Ruytert kérte fel az egyesült holland flotta főparancsnokának, és augusztus 11-én már ki is nevezték. Az év hátralevő részét főleg szervezéssel, az egységek kiképzésével és a konvojok biztosításával töltötte. Az újjáalakított flottát a következő év tavaszán vezette a nyílt tengerre abban a reményben, hogy sikerül revánsot vennie az előző évi vereségekért, és bosszút állhat van Wassenaer haláláért. Ekkor lett zászlóshajója az ezzel híressé vált sorhajó, a De Zeven Provincien (Hét Tartomány).
Pályafutásának legnagyobb haditetteként az 1666. június 1–4-én a négynapos csatában fényes győzelmet aratott az angol flotta felett. A következő hónapban azonban elpártolt tőle a hadiszerencse, és a Szent Jakab-napi csatában vereséget szenvedett; maga is épp hogy csak el tudott menekülni a hadszíntérről. A vereség hatására kiújultak ellentétei korábbi parancsnokával és aktuális helyettesével, Cornelis Tromppal, aki maga is aspirált a főparancsnok tisztére.
A megrongált hajókat egy hónap alatt megjavították, és a holland flotta ismét kifutott a tengerre, de az év hátra levő része komolyabb ütközet nélkül telt el. A néhány kisebb összecsapás egyikén de Ruytert sajátos baleset érte: belélegezte egy gyújtózsinór még izzó darabkáját, és az megégette a torkát. A seb csúnyán elfertőződött, és az admirális hónapokig az ágyat nyomta. Amint úgy-ahogy felépült, 1667. június 19–24-én maga vezette a holland flottát a medwayi rajtaütésre: Johan de Witt tervei alapján fölhajóztak a Medway-n (a Temze mellékfolyóján), és Chathamnél megsemmisítették a pénz hiányában átmenetileg leszerelt, legénység nélkül álló angol hajókat – 3 nagy és 10 kisebb hadihajót gyújtottak föl. Mielőtt visszavonultak volna, még elfogtak két angol hajót: a Unity-t és az angol flotta zászlóshajóját, a Royal Charlest; ezeket magukkal vitték Hollandiába.
A medweyi rajtaütés döntően hozzájárult ahhoz, hogy az angolok békét kérjenek. De Ruyter egészsége az év hátralevő részében sem állt helyre, ezért de Witt megtiltotta neki, hogy tengerre szálljon; ez a tilalom 1671-ig maradt érvényben.

### A harmadik angol–holland háborúban
A gondos felkészülés eredményeként a már idős embernek (és kivált tengerésznek) számító de Ruyter a harmadik angol-holland háborúban négy fontos stratégiai győzelmet aratott:
- solebayi csata (1672. június; ez taktikailag döntetlen volt, de megakadályozta az angol inváziós csapatok partra tételét)
- első schooneveldi csata (1673. június 7.)
- második schooneveldi csata (1673. június 14.)
- texeli csata

a nagy túlerőben levő, egyesült angol-francia flotta ellen, és ezzel megmentette Hollandiát az ellenséges partraszállásától és az utána esedékes katonai összeomlástól. A kudarcok miatt Anglia különbékét kötött Hollandiával.
1672-ben Orániai Vilmos kihasználta a francia támadás által okozott politikai felfordulást, megbuktatta a köztársasági kormányt, és augusztus 20-án meggyilkoltatta Johan de Witt államminisztert, megszerezve magának a kormányzói teljhatalmat. A köztársaságiakhoz húzó de Ruytert árulással vádolták, de a súlyos hadi helyzetben Vilmos nem mondhatott le szolgálatairól.    
Ruyter 1673-ban kapta meg a Németalföldön elérhető legmagasabb rangot és beosztást: Hollandia és Nyugat-Frízföld vezértengernagya lett (Luitenant Admiral-Generaal van Holland en West-Friesland). Ugyanebben az évben, augusztus 21-én mostohafia, Jan van Gelder (1647-1673) elesett a kiskuini tengeri ütközetben.
A franciák folytatták a háborút, ezért de Ruyter az Antillákra indult, hogy rajtaüssön az ottani francia gyarmatokon. Erről az útjáról kénytelen volt visszafordulni, mert járvány tört ki a hajókon.

### Halála
A hollandok szövetségesei ebben a háborúban a spanyolok voltak, akik a messinai felkelés leveréséhez holland flottatámogatást kértek a Földközi-tengeren azzal, hogy a hajóraj parancsnoka de Ruyter legyen. A hollandok csak 15 hajót küldtek, de beleegyeztek, hogy ezeket ő vezesse (egyes történészek szerint azért, mert a politikusok féltékenyek voltak tekintélyére és népszerűségére, tehát szerették volna minél távolabb látni). De Ruyter a stromboli csatában legyőzte az Abraham Duquesne vezette franciákat, majd kiszabadította a gályarabságra ítélt magyar protestáns prédikátorokat. 1676. április 22-én Augustánál újra összecsapott Duquesne hajóhadával. Egy ágyúgolyó mindkét lábszárát összezúzta, és az admirális hat nap múlva Siracusa kikötőjében zászlóshajója, az Eendracht fedélzetén belehalt a seblázba.
Holttestét hajón szállították haza. Bár a két ország hadban állt, XIV. Lajos francia király elrendelte, hogy minden olyan francia kikötőben, amely előtt a de Ruyter holttestét szállító hajó elhalad, tiszteletére adjanak le díszsortüzeket. De Ruytert 1677. március 18-án Amszterdamban, a Nieuwe Kerkben (Újtemplomban) temették el.

## Stratégiai alapelvei

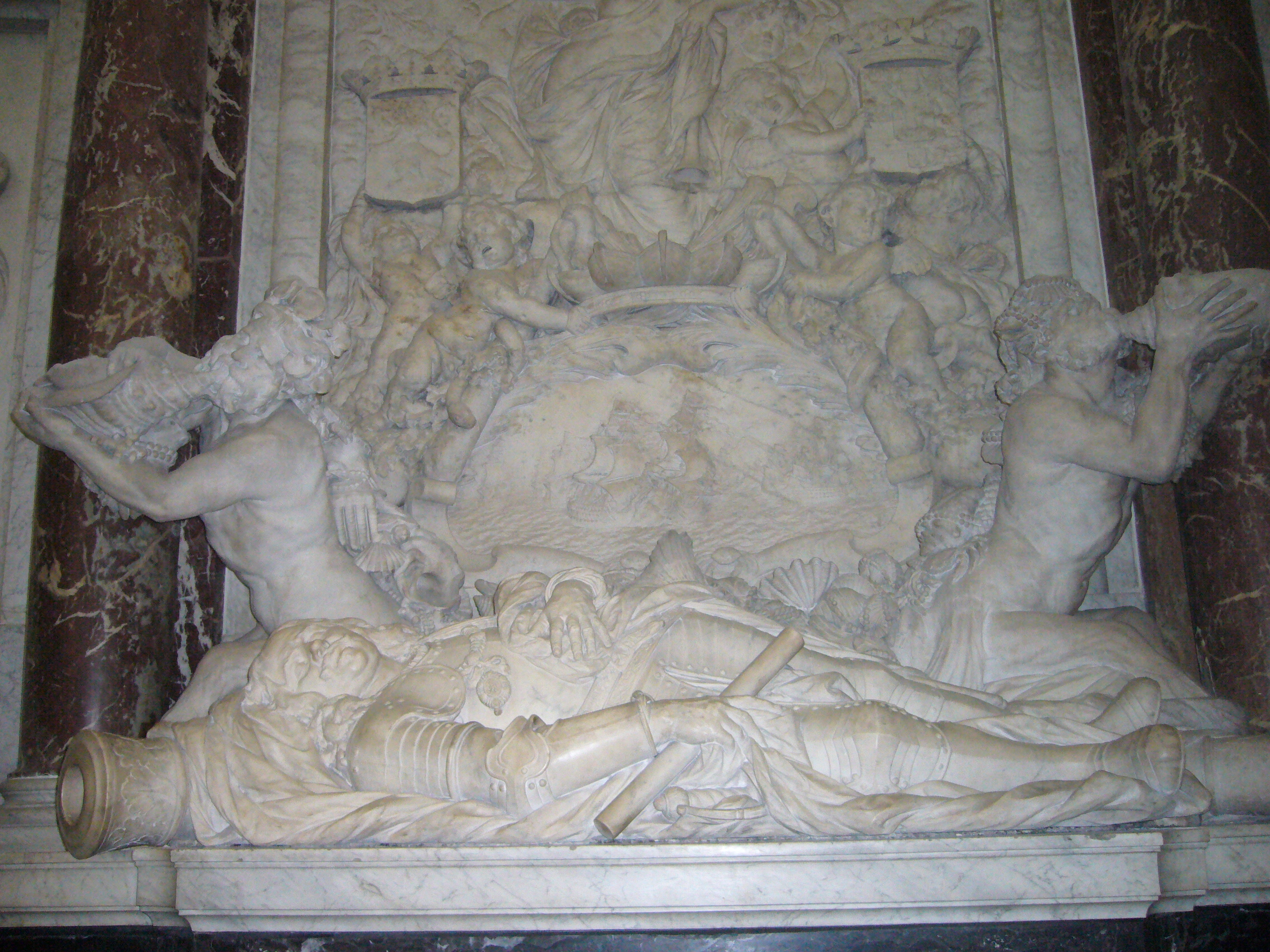
de Ruyter sírköve (Amszterdam, Nieuwe Kerk)

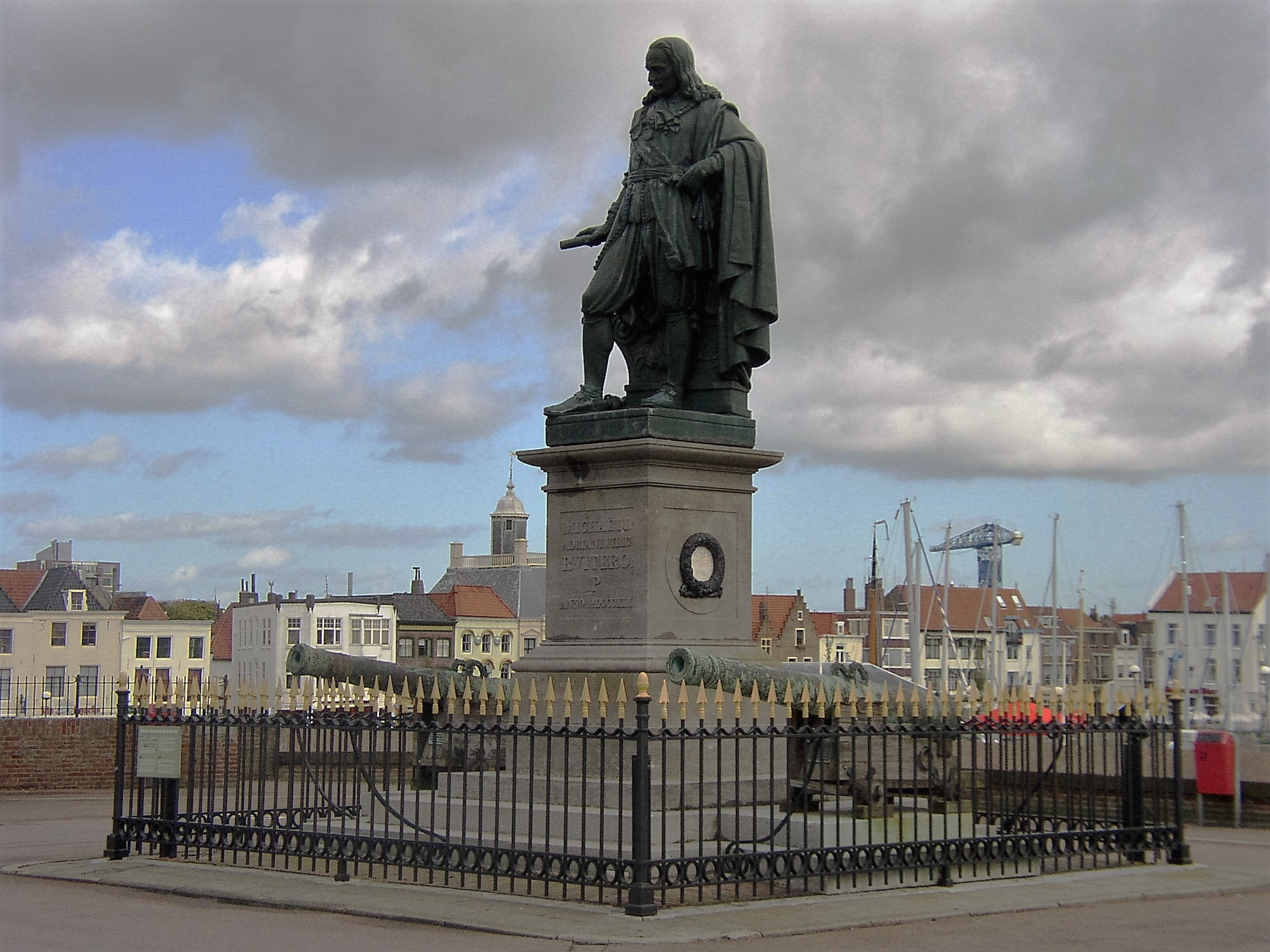
Emlékműve Vlissingenben

Elődjéhez, Maarten Tromphoz hasonlóan de Ruyter már életében legendává vált. Szerte Európában tisztelték, rangokkal és kitüntetésekkel halmozták el. Számos külföldi tengerésztiszt kért engedélyt arra, hogy holland hajókon, Ruyter közelében szolgálhasson. Angol ellenfelei többnyire tapasztalt katonák voltak, de nem igazi tengerészek, és velük szemben óriási előny volt de Ruyter tapasztalatokban gazdag tengerész múltja. A valaha élt egyik legkiválóbb tengeri hadvezérként kiemelkedett azzal, hogy figyelembe vette az összes, a siker kivívásában jelentőssé válható tényezőt: az árapályt, a széljárást, az időjárást, a felderítési adatokat, az ellenség hadviselési szokásait stb. Nagy gondot fordított a felderítésre és az utánpótlásra.
Taktikusként és manőverezésben verhetetlen volt. Rendkívül óvatos volt, de ha a szükség úgy hozta, nem riadt vissza a kockázatos döntésektől sem. Ha az ütközet rosszul alakult (mint például a Szent Jakab-napi csatában), mesteri módon vonta ki flottáját a veszélyes helyzetekből.
Az alá rendelt hajókkal gyakori flottagyakorlatokon sajátíttatta el a különféle harcászati elemeket, manővereket. A szárazföldi tüzérségnél szerzett tapasztalatai alapján kiemelten fontosnak tartotta a hajótüzérséget, így hajóit lőgyakorlatok sorával készítette föl.
Alacsony származású lévén nem kedvelte a tekintélyelvűséget, mégis képes volt kemény fegyelmet tartani. Megbízott az általa kiképzett tisztikarban, tisztjeinek az elrendelt feladatok végrehajtására nagy szabadságot adott.

## A prédikátorok ügye

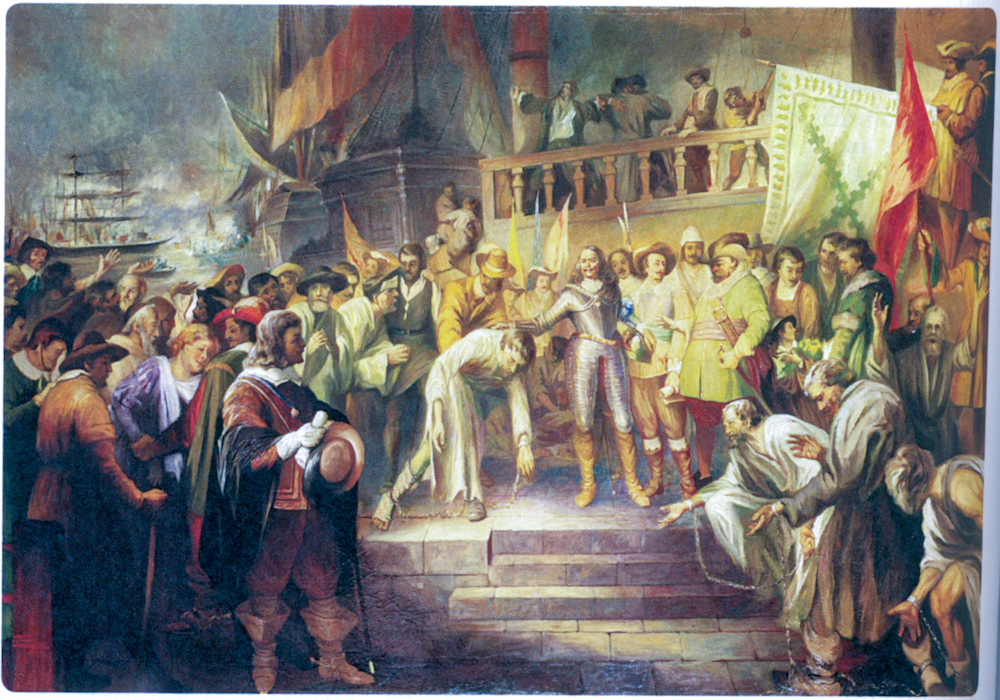
Ruyter admirális fogadja a kiszabadított magyar prédikátorokat

A magyarországi ellenreformáció célja a protestáns népesség római katolikus hitre visszatérítése volt. Akik erre nem voltak hajlandóak, azokat 1673-ban rendkívüli bíróság elé idézték Pozsonyba. Harminckét felvidéki evangélikus és egy református lelkészt lázadással és a római egyház gyalázásával vádoltak meg. A felkínált királyi kegyelemre egy protestáns lelkész áttért, a többi lemondott tisztéről. Az eredményen felbuzdulva az ország egész területéről beidézték a protestáns lelkészeket és tanítókat.

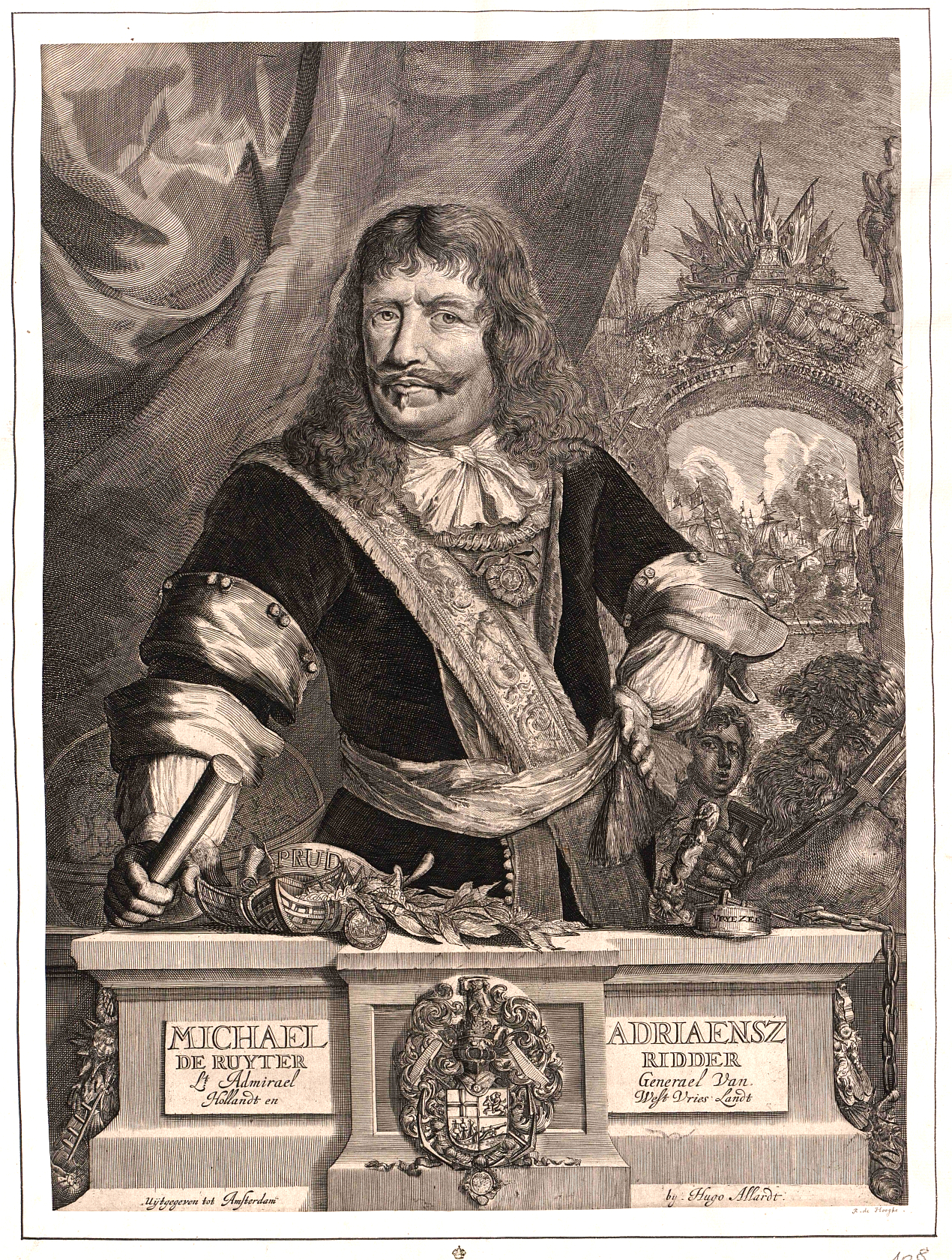
Michiel de Ruyter admirális

1674. március 5-én a pozsonyi rendkívüli bíróság mintegy 700 protestáns pap és tanító ellen kezdett pert; felségsértés és egyéb, kisebb jelentőségű vádak alapján. A papok elleni per április 4-én, a tanítók elleni 7-én ért véget. Összesen 67 embert börtönöztek be. (A többiek lemondtak a szolgálatról, kivándoroltak, illetve áttértek). 1675 márciusában a kínzások után is 42-en tartottak ki hitük mellett. Őket a halálos ítéletek helyett Nápolyba és Bukkariba hajtották. (Más forrás szerint gyalogosan Triesztbe, és ott gályarabnak adták el őket). A gályákra hajtott 41 protestáns lelkész közül 30-an érkeztek meg élve Nápolyba. Kiváltásukra megmozdult az egész protestáns világ.
Michiel de Ruyter a Földközi-tengeren hadakozott a franciák ellen, amikor az európai protestáns államok értesültek a magyar evangélikus és református lelkészek gályarabságáról. 1676. február 11-12-én de Ruyter a németalföldi államtanács utasítására Nápolyba hajózott. Az 1675 márciusában gályarabnak eladott magyar prédikátorok közül 26-an voltak még életben, őket az alkirály utasítására szabadon engedték. Ruyter admirális hajói fedélzetére vette és Hollandiába szállította őket.

## A magánéletben

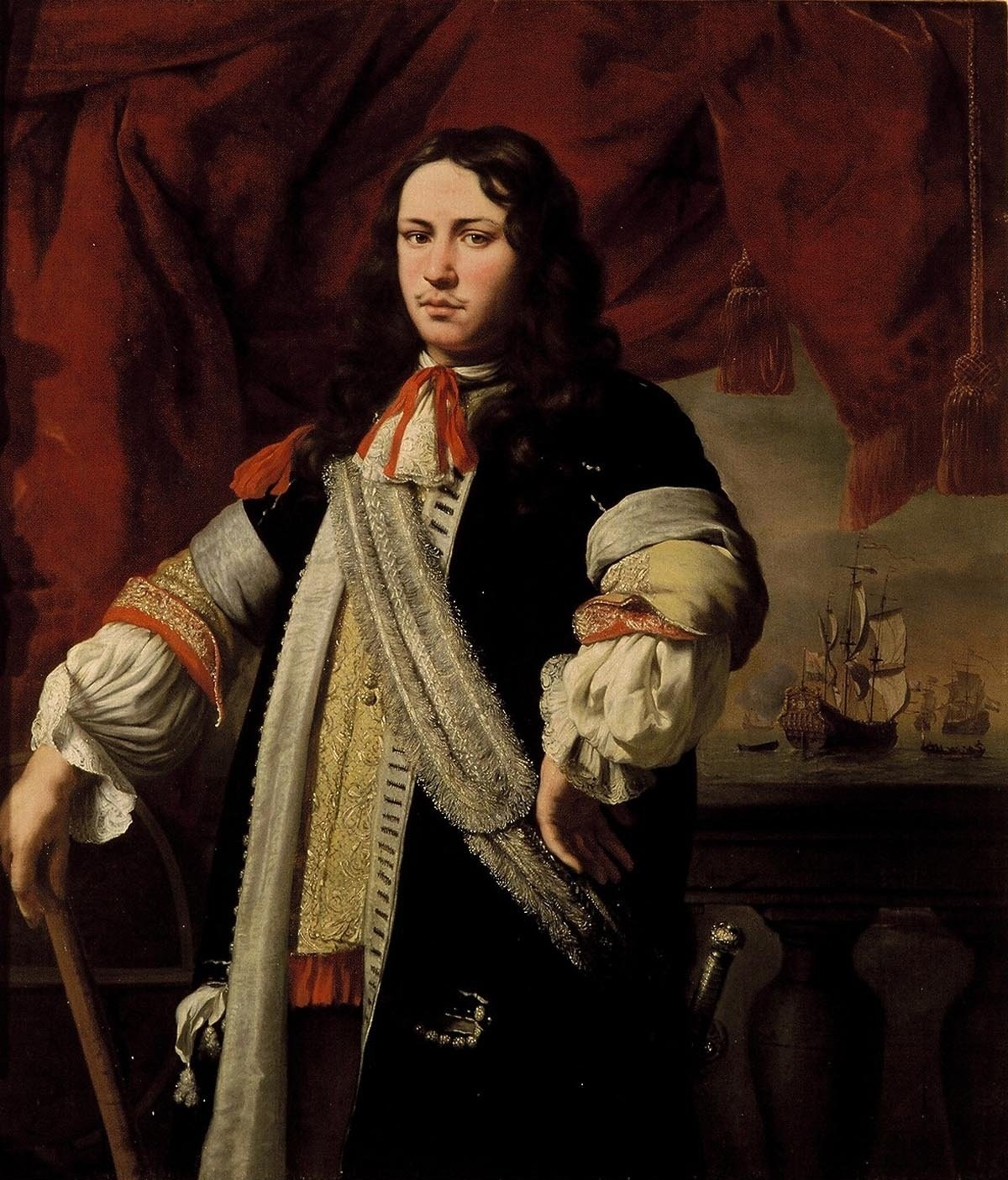
Ferdinand Bol (1616–1680) és Willem van de Velde (1633–1707): Engel de Ruyter (1649–1683) – Hága, Mauritshuis Királyi Képtár

Közismerten egyenes, becsületes, hazáját végtelenül szerető, emellett mélyen vallásos ember volt. Amikor hamis vádakkal börtönbe vetették az ország politikai életében jelentős szerepet játszó Cornelis de Wittet, testvére, Johan de Witt levélben kérte az admirálist, hogy cáfolja meg rágalmakat, amit ő természetesen meg is tett. Később az egyik állami főtisztviselő megkérdezte, hogy miért fogta pártját de Wittnek, mire de Ruyter ezt válaszolta: „Ha itt a hazában olyan a helyzet, hogy az igazságot nem lehet kimondani, akkor szánalmasan, nyomorúságosan érzem magam, mindamellett mégis mondani fogom, míg szemeimet le nem hunyom.”
Szinte soha nem látták indulatosnak – a talán egyetlen ismert kivétel a Szent Jakab-napi csata után volt, amikor a vereségért (okkal) felelősnek tartott Cornelis Tromp, Isaac Sweers és van Zaan tengernagyokat lehordta a sárga földig, és megtiltotta, hogy a lábukat még egyszer hadihajó fedélzetére tegyék. Trompot hadbíróság elé is állíttatta (a tilalmat persze nem tartották be, de Trompot a hadbíróság komoly pénzbüntetéssel sújtotta). Személyisége erősen hatott mindenkire: a hollandok épp úgy bálványozták, mint később az angolok Nelsont.
Sohasem függött a közvéleménytől és nem hajszolta a népszerűséget. Soha, egyetlen pártnak sem volt tagja. Szívesen hajózott együtt és szívesen beszélgetett a flotta lelkészeivel. Életrajzírója, Gerhardt Brandt (1626-1685) tiszteletes szerint: „Az admirális megvetette a nagy megosztottságot a keresztények között, és vallási békére vágyott. Gyűlölte azt, ha elítélték, üldözték a másként gondolkodó hívőket és azokat, akik a keresztyén hiten kívül álltak.”
Három házasságából négy gyermeke született; közülük Engel fia maga is tengernagy lett a holland flottánál.

## Emlékezete

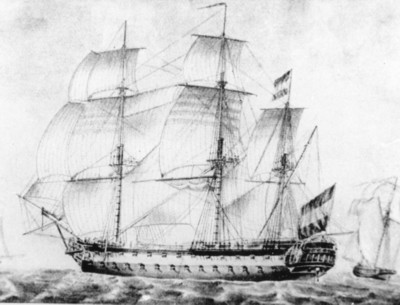
A De Ruyter sorhajó 1808-ban

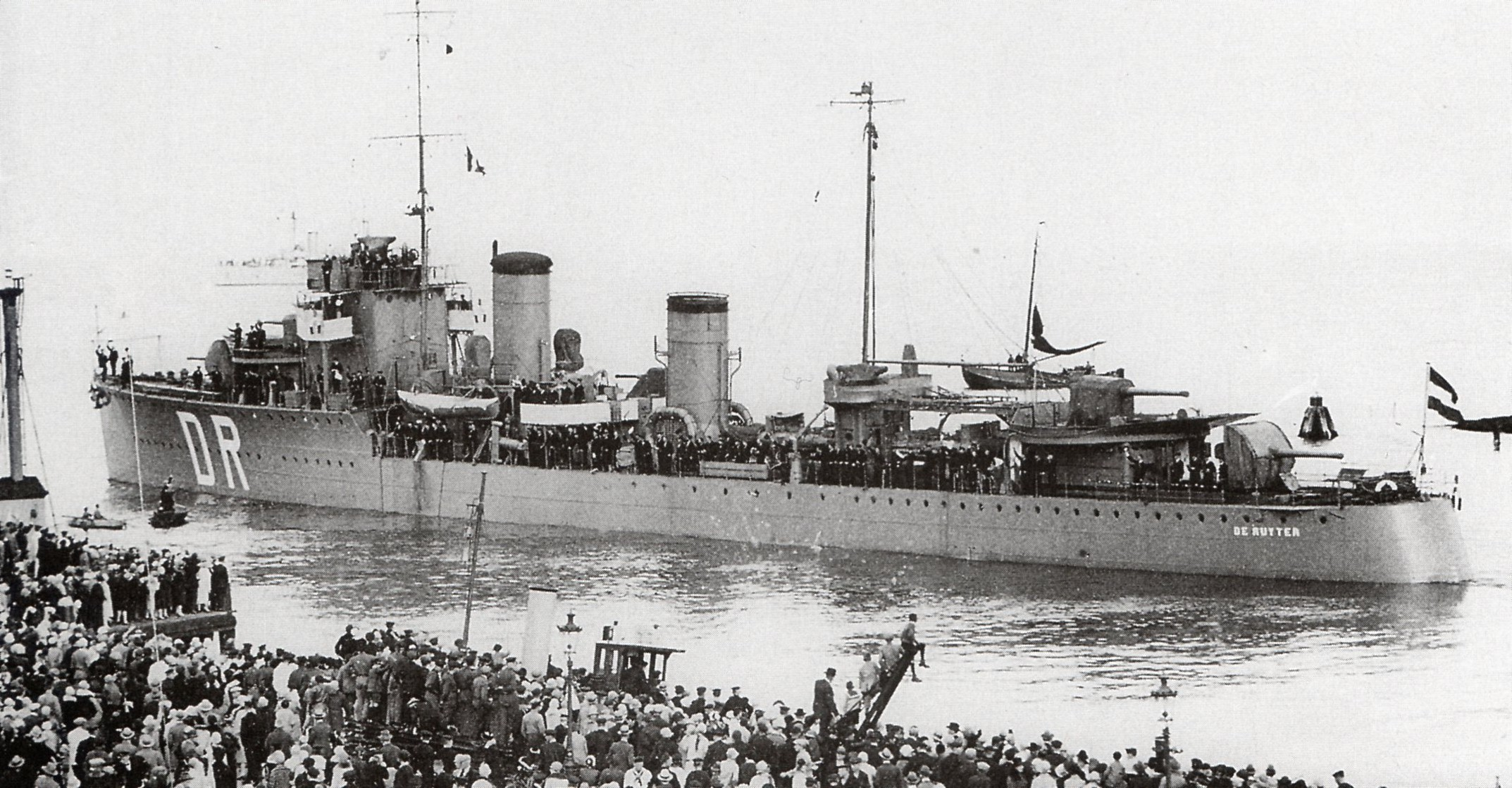
A Hr.Ms. De Ruyter torpedóromboló 1928. szeptember 27-én Holland Kelet-Indiába indul

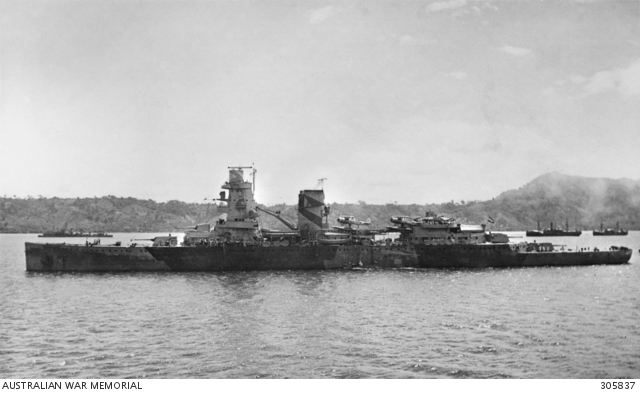
Az első Hr.Ms. De Ruyter könnyűcirkáló 1942-ben, nem sokkal elsüllyedése előtt

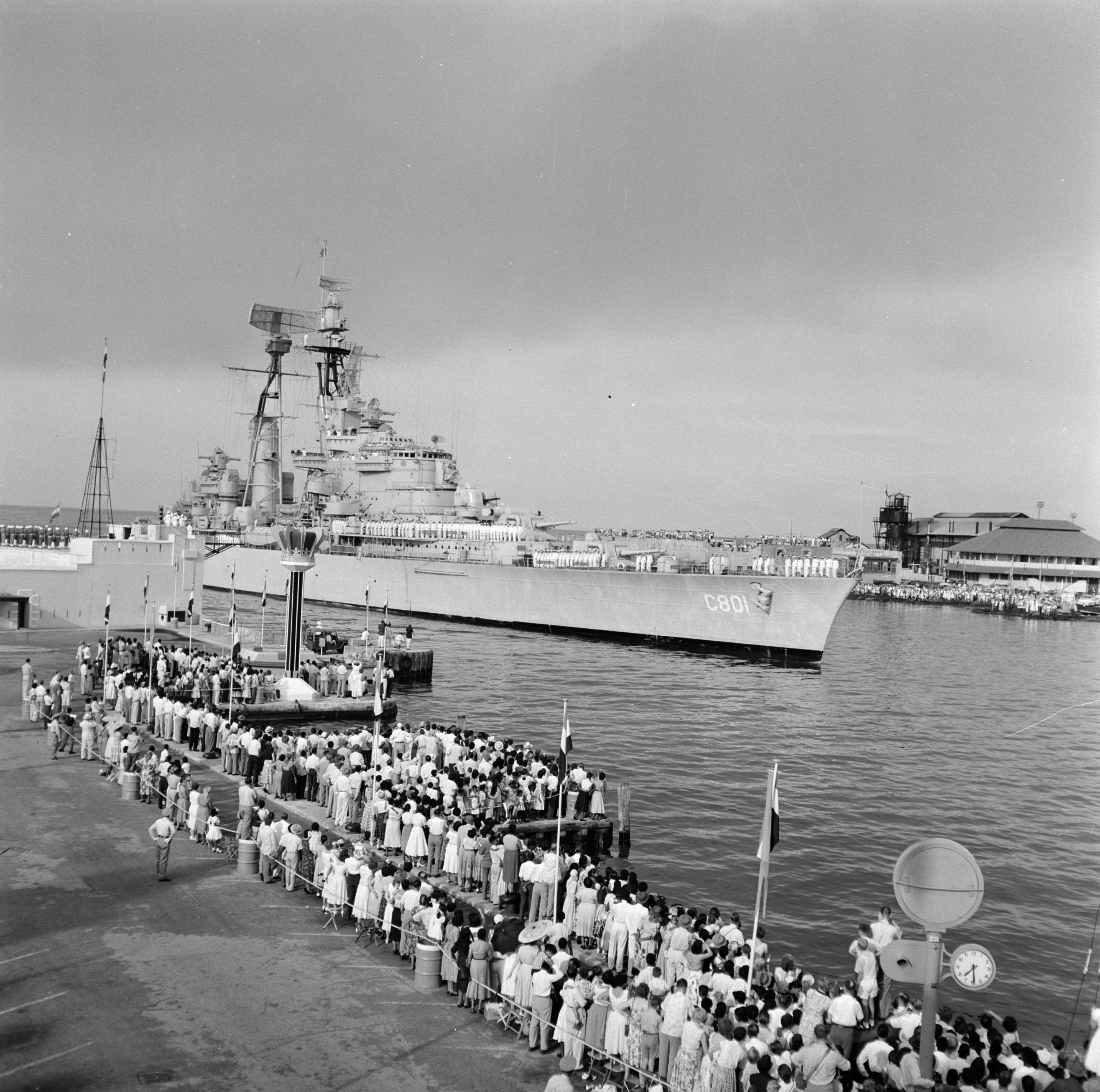
A második Hr.Ms. De Ruyter könnyűcirkáló 1955-ben

De Ruyter sírja az amszterdami Nieuwe Kerkben található. Rajta a felirat: „Intarminus fulget honoribus” – azaz: „makulátlan becsülettel tündököl”.

1970 és 1981 között kibocsátott holland 100 guldenes bankjegy Michiel de Ruyter portréjával.

A holland haditengerészetben rendszeresen hajót neveznek el róla; több száz év óta a mindenkori De Ruyter a holland flotta zászlóshajója. Az eddigi de Ruyterek:
- a De Ruyter aviso-hajót 1665-ben építették; későbbi sorsa ismeretlen.
- az 1264 tonnás, 68 ágyús Admiral De Ruyter sorhajót 1778-ban az amszterdami admiralitás építtette. 1797. október 11-én angol kézre került; 1804-ben Antigua partjai előtt süllyedt el.
- 1806-ban, az Amszterdamban építették azt a sorhajót, amelynek Napóleon császár öccse, Bonaparte Lajos, az újonnan létrehozott Holland Királyság uralkodója a De Ruyter nevet adta. A napóleoni háborúk után rossz műszaki állapota miatt Holland-Indiába küldték, majd 1818-ban kiselejtezték.
- A 74 ágyús De Ruyter sorhajó gerincét 1831-ben fektették le Vlissingenben. Többszöri átépítés után 1874-ben selejtezték ki.
- A 3160 tonnás Zr.Ms. De Ruyter I. osztályú csavarhajtású vitorlás hadihajót 1879–1885 között építették Amszterdamban. 1899-ben vonták ki a szolgálatból, majd 1900-ban kiselejtezték.
- A Hr.Ms. De Ruyter páncéloshajót 1901. szeptember 8-án bocsátották vízre. 1918–1919-ben a holland Kelet-Indiai Flotta zászlóshajója volt; 1919-ben kivonták a szolgálatból, majd 1924-ben szétbontották.
- Az 1316 tonnás Hr.Ms. De Ruyter torpedórombolót 1926-ban bocsátották vízre. 1934. október 1-jén átkeresztelték Hr.Ms Van Ghentre, mert megépült az a könnyűcirkáló, amit de Ruyter admirálisról kívántak elnevezni.
- A 6650 tonna sztenderd vízkiszorítású Hr.Ms. De Ruyter könnyűcirkálót 1934-ben bocsátották vízre. 1942. február 27–28-án a jávai ütközetben japán torpedó találta el, aminek következtében lőszerraktára felrobbant. A hajó 344 tengerésszel süllyedt el (beleértve a parancsnokot is).
- 1939-ben a schiedami Wilton-Fijenoord hajógyárban kezdték építeni egy 9725 tonna sztenderd vízkiszorítású könnyűcirkálót, melynek a De Zeven Provinciën (Hét Tartomány) nevet szánták. Miután a németek elfoglalták Hollandiát, a hajó építését abbahagyták. A félkész hajót a háború után újratervezték, majd Hr.Ms. De Ruyter néven 1953–1972 között szolgált a holland flottában (NATO jelölése: C801). Ezután Peru vásárolta meg, és ott Almirante Grau névre keresztelték át.
- A 3660 tonnás Hr.Ms. De Ruyter fregattot 1976. június 3-án állították szolgálatba; NATO jelölése F 806 volt. 2001-ben vonták ki a szolgálatból, 2004 körül szétbontották.
- 2004. április 22-én, a holland hadiflotta legütőképesebb egységeként lépett szolgálatba a 6050 tonnás Hr.Ms. De Ruyter légvédelmi és parancsnoki fregatt. NATO jelölése F 804.

Tiszteletére 1995-ben Lelystadban felépítették egykori zászlóshajója, a De Zeven Provincien mását.
- 1970 és 1981 között Michiel de Ruyter portréja szerepelt a holland 100 guldenes bankjegyen, a típust ugyan 1981-ben lecserélték, de ennek ellenére 2002-ig, az euró bevezetéséig forgalomban maradt.[10]

Magyarországon két emlékműve áll:
- Az elsőt Debrecenben állították fel 1895-ben. Az emlékmű tábláján az admirálist magyarosított, „de Ruyter Mihály” néven említi.
- A második emlékművet a Zrínyi Miklós Nemzetvédelmi Egyetem Üllői úti bázisán katonai-egyházi tiszteletadással avatták fel 2002. október 31-én; ez Berek Lajos ezredes műve. A gályarabok megszabadítását a gályáról lelógó, szétnyitott bilincsek jelképezik. Az oszlopon a „Soli Deo Gloria” – azaz „A dicsőség egyedül Istené” jelmondat olvasható.

1938-ban a Debreceni Református Kollégium megrendelésére Tamássy Miklós megfestette a De Ruyter holland admirális kiszabadítja a gályarabságból a magyar református lelkészeket 1676-ban c. képet melyet 2007-es restaurálása után a díszteremben állítottak ki.
Magyarul egy életrajzi regénye jelent meg: A. Korpershoek-van Wendel de Joode: Az óceán ura (De schrik van de oceaan), Koinónia Kiadó, 2003; ISBN 973-8022-67-3
2015. január 29-én jelent meg a mozikban a Michiel de Ruyter című holland film Roel Reiné rendezésében, a címszerepben Frank Lammerssel. A film de Ruyter életét dolgozza fel. Magyarországon Az admirális címmel mutatták be.
Debrecenben utcát neveztek el róla.